# منتهى الرمحي
منتهى الرمحي (15 مايو 1967 -) إعلامية أردنية من أصول فلسطينية.

## حياتها
ولدت في منطقة الأشرفية بالعاصمة عمان، لعائلة مكونة من عشرة أبناء وخمسة إخوة غير أشقاء، درست في مدرسة حي الأرمن وحليمة السعدية بجبل الأشرفية حاصلة على شهادة بكالوريوس في الأدب الإنجليزي من الجامعة الأردنية وماجستير في العلوم السياسية.

## مشوارها المهني
بدايتها كانت بالتمثيل في المسرح المدرسي ومسرح الجامعة، حصلت على جوائز على مستوى المملكة شاهدت إعلانا بالجريدة يطلبون فيه مذيعات وإعلاميين بالتلفزيون، وتقدمت بطلب، وكان عمرها لا يتجاوز التاسعة عشرة رُفضت بداية؛ لأنها كانت صغيرة في السنة الأولى بالجامعة، وفي السنة الثالثة تقدمت مرة أخرى وخضعت للامتحانات المختلفة التي كانت تؤهل للتعيين، بدأت بالعمل مذيعة أخبار في التلفزيون الأردني، بدأت بتقديم نشرات أخبار العاشرة، ثم تحولت لتقدم يسعد صباحك عام 1991 لمدة ثلاث سنوات مع المخرجة فكتوريا عميش قبل أن تنتقل إلى قناة الجزيرة الفضائية حيث قدمت برنامج «حصاد اليوم» و«للنساء فقط» عام 1996 لمدة ثلاث سنوات، ثم العربية منذ بداية تأسيسها عام 2003، وقدمت مختلفة هي «بالمرصاد» و«حوار العرب» و«بانوراما». عينت نائب رئيس مؤسسة التنمية والتعليم الفعالة في بلجيكا والمتحدثة في قمة المعرفة بدورته الرابعة عام 2017.

### حياتها الأسرية
تزوجت للمرة الأولى من الضابط «ذيب أبو دلو» رزقت منه بثلاث بنات (هديل وديمة ودانة) وابن وحيد زيد (توفي غرقاً بالمسبح في قطر)، لكنها انفصلت عنه بعدُ؛ إثر خلافات، ثم تزوجت بعدها من الكاتب «عامر طهبوب» وانفصلا في أكتوبر 2018.

## جوائز
- (2011): جائزة المرأة العربية المتميزة  الإمارات العربية المتحدة [11]

## أبرز المقابلات
أجرت مقابلة تلفزيونية مع الرئيس اليمني علي عبد الله صالح يوم 26 مارس/آذار عام 2011 م خلال ثورة الشباب اليمنية. ومع الملكة رانيا العبد الله، ورئيس الوزراء اللبناني الراحل رفيق الحريري، والرئيس الفلسطيني محمود عباس، والرئيس المصري الأسبق محمد حسني مبارك، إضافة إلى مجموعة من رؤساء الوزارات والوزراء والمسئولين في العديد من الدول العربية ومن مختلف أنحاء العالم